# アロイーザス・サカラス
アロイーザス・サカラス（Aloyzas Sakalas、1931年7月6日 - ）は、リトアニアの物理学者で政治家。サーユーディス設立メンバーの一人で、独立回復宣言に署名した。2004年から2009年までは欧州議会議員を務めた。

## 経歴

### 学歴
1938年から1943年まで、カウナス第35初等学校で学んだ後、1943年から1945年までアウシュラ男子ギムナジウムで学んだ。その後、1945年から1949年までカウナス・コムソモール中等学校で学んだ後、1949年から1954年まで反ソヴィエト活動を理由に監禁された。その後、1955年に中等学校を首席で卒業。
1960年、カウナス工業大学 (KPI) を卒業。1969年、ヴィリニュス国立大学を修了。

### 政治活動
1988年、リトアニア改革運動サーユーディスの設立メンバーの一人で、1988年から1990年までヴィリニュス評議会の議長を務める。
1989年、リトアニア社会民主党 (LSDP) の再結党に携わる。1989年から1991年までLDPヴィリニュス支部長。1991年から1999年までリトアニア社会民主党党首。その後名誉党首。
1990年から1992年まで最高会議議員。1990年、独立回復宣言に署名。1992年から2004年まで国会議員。1992年から1996年までは国会副議長も務めた。2004年、欧州議会議員選挙で欧州議会議員に選出され、2009年まで欧州議会議員を務めた。

## 家族
最初の妻は医師ブロニスラヴァで、娘エグレをもうけた。エグレも医師。ブロニスラヴァとは結婚後2年で離婚した（1958年頃）。
その後ユーラテ・ランズベルギーテの母でヴィータウタス・ランズベルギスの前妻であるリタ・クチンスカイテと再婚。結婚生活は50年近く続いた。1959年、双子のルータとパウリュスをもうけた。ルータは文献学者、パウリュスは物理学者。
2014年9月、46歳のジャーナリスト、ダイヴァ・ノルキエネと再婚した。
| 党職                                  | 党職                                     | 党職                                                |
| ------------------------------------- | ---------------------------------------- | --------------------------------------------------- |
| 先代 カジミエラス・アンタナヴィチュス | リトアニア社会民主党党首 1991年 - 1999年 | 次代 ヴィーティス・ポヴィラス・アンドリュカイティス |